# Alcebíades Delamare
Alcebíades Delamare Nogueira da Gama (São Paulo, 14 de outubro de 1888 — Rio de Janeiro, 2 de setembro de 1951) foi um advogado, jornalista, político, ensaísta, conferencista, biógrafo, crítico, economista e professor brasileiro.
Era considerado um dos mais ardorosos líderes da causa católica no Brasil. Restaurou a proposta do Cristo Redentor, feita no século XIX, e articulou a sua construção. Além de um dos principais incentivadores e organizadores, em sua casa se desenhou e se colocou em execução o projeto. Por isso, foi o orador oficial da sua inauguração. Foi, ainda, um dos idealizadores do sistema das Pontifícias Universidades Católicas no Brasil, realizado por seu intermédio com a criação da PUC-RJ. Ainda na juventude, inaugurou a prática de entronizar o Crucifixo no Júri, que foi imitada ao redor do Brasil.
Monarquista e relacionado com a família imperial brasileira, foi padrinho de crisma de D. Luiz Gastão de Orléans e Bragança, filho primogênito de D. Pedro Henrique de Orléans e Bragança e Chefe da Casa do Imperial do Brasil.
Teve numerosas obras publicadas, sobre catolicismo, integralismo, monarquia, história geral e do Brasil, biografias, e outras, assinando muitas vezes como Alcebíades Delamare, ou apenas como Alcebíades ou Alcibíades.

## Biografia
Filho de Lamartine Delamare Nogueira da Gama (Barbacena, Minas Gerais, 1862), e de Flávia Chaves Ribeiro (Santo Amaro da Purificação, Bahia, 1862). Foi seu pai homem de letras e conhecido educador, proprietário e diretor do "Ginásio Nogueira da Gama" em Jacareí, São Paulo. Foram seus avós, Francisco Antonio Nogueira da Gama e Inácia de Mello Alves. Foi seu tataravô, Francisco de Paula Nogueira da Gama, irmão do marquês de Baependi, Manoel Jacinto Nogueira da Gama. Fez os cursos primário e secundário no estabelecimento de ensino de seu pai.
Enquanto acadêmico, foi um dos promotores e o presidente do primeiro Congresso de Estudantes que se reuniu no Brasil, realizado em 1909. Em propaganda dessa iniciativa, percorreu o norte do Brasil, pondo-se em contato com o seu povo e suas tradições. Formou-se Bacharel em Direito pela Faculdade de Direito da Universidade de São Paulo em 1910, tendo sido Presidente do Centro Acadêmico XI de Agosto no mesmo ano. Ainda antes de se formar, promoveu as festividades do centenário de Alexandre Herculano, sendo condecorado pelo Rei de Portugal D. Manuel II.
Formado, exerceu interinamente a promotoria pública em São Paulo, tendo durante esse tempo conseguido obter a imagem de Cristo no júri. O ato se revestiu de grande solenidade e foi seguido pela maioria das capitais do Brasil. Casou-se em 1º de junho de 1914, com Marina de Queirós Aranha, nascida em São Paulo, em 27 de setembro de 1893, sendo filha do jurista e cafeicultor José de Queirós Aranha, Cavaleiro fidalgo da casa imperial, e filho de Manuel Carlos Aranha, barão de Anhumas, e de Maria Egídio de Souza Aranha, filha do tenente coronel José Egídio de Sousa Aranha, neta de Maria Luzia de Souza Aranha, Viscondessa de Campinas.
Em 1914, transferiu-se para o Rio de Janeiro. Tornou-se Doutor em direito pela Universidade do Rio de Janeiro em 1917. Montou renomado escritório de advocacia na cidade e militou ativamente na imprensa, como redator e diretor de vários jornais. Ao lado de Álvaro Bomílcar da Cunha, Afonso Celso e Jackson de Figueiredo, fundou e coordenou a Campanha Nacionalista, montando o jornal Gil Blás, a Propaganda Nativista, a Ação Social Nacionalista e os Grêmios Nacionalistas, agindo em escolas de todo o Brasil. Recebeu o apoio do presidente Epitácio Pessoa, de quem se tornou grande amigo. Ao mesmo tempo, foi um dos líderes do movimento encabeçado por Jackson de Figueiredo, no Centro Dom Vital. Foi Secretário de Governo durante todo o mandato de Epitácio Pessoa. Viria a escrever um livro, ainda inédito, a seu respeito.
Participou da inauguração oficial do Monumento ao Cristo Redentor, do qual foi um dos principais incentivadores e organizadores, na praia de Botafogo, no Rio de Janeiro, quando na ocasião proferiram breves palavras Dom João Braga, Arcebispo de Curitiba, Dom José Pereira Alves, Bispo de Niterói, Cônego Dr. Henrique Magalhães, e Alcebíades.
Um dos precursores da fundação de uma Universidade Católica no Brasil no Brasil, defendeu-a ativamente na tribuna e na imprensa. Quando ao Padre Leonel Franca coube dirigir a fundação da Pontifícia Universidade Católica do Rio de Janeiro, forneceu-lhe copioso material relativo à organização universitária.
A partir de 1930, Alcebíades Delamare foi professor de Direito Administrativo, Ciências Financeiras e Economia Política da Faculdade de Direito da Universidade do Brasil (atual Universidade Federal do Rio de Janeiro). Também lecionou na Pontifícia Universidade Católica do Rio de Janeiro e na Universidade Santa Úrsula.
Sempre teve tendências monárquicas, tanto pela tradição de família como por gratidão ao Imperador D. Pedro II, que educou, às suas próprias custas, ao seu pai Lamartine Delamare. Chegou a uma convicção monarquista profunda e intransigente, com o avanço dos seus estudos. Pertenceu à Ação Imperial Patrianovista Brasileira, organização católica e monarquista. No entanto, em prefácio ao livro Introdução ao Integralismo, de 1936, já dava sinais de sua guinada ao Integralismo, confessando sua "sincera e entusiástica solidariedade pessoal" e "tão compenetrado" da ideia de que o Estado Integralista seria a "alvorada do advento" de um Estado Patrianovista.
Pouco depois, tornou-se um dos membros mais ativos e convictos da Ação Integralista Brasileira, onde trabalhou na defesa jurídica e na ponte com a Liga Eleitoral Católica. Defendia que o Integralismo traria ao Brasil a "Idade Nova", sendo o "setor mais perigoso da luta pela defesa da honra e da dignidade da Pátria". Para dar sua dedicação total à causa integralista, afastou-se do Patrianovismo.
Em 1937, como membro da Ação Integralista Brasileira, causou grande polêmica ao apresentar o programa do seu curso de Economia Política na Universidade do Brasil (atual Universidade Federal do Rio de Janeiro), baseado na Doutrina Integralista. De 1946 até sua morte, compôs o Diretório Nacional do Partido de Representação Popular, partido integralista e sucessor da extinta Ação Integralista Brasileira. Manteve-se leal ao integralismo até sua morte. Com a chegada de D. Pedro Henrique de Órleans e Bragança ao Brasil, em 1945, tornou-se seu fiel e devotado amigo, sendo escolhido para padrinho de crisma de seu filho D. Luiz Gastão de Orléans e Bragança.
Advogado renomado, saiu de casa pela última vez para fazer uma defesa no Supremo Tribunal. Faleceu no dia seguinte, em 2 de setembro de 1951. Foi sepultado no Cemitério da Consolação, em São Paulo, juntamente com sua esposa, no Jazigo da Família Nogueira da Gama.

## Livros publicados
- O Momento Nacionalista (assuntos políticos), 1923
- As Duas Bandeiras (Catolicismo e Brasilidade), 1924
- Maria de Magdala, 1926
- Água Viva (A Samaritana), 1927
- Marta de Betânia, 1929
- Culminâncias..., 1930
- ...na voz da História! (biografia de Solano López), 1932
- A Bandeira do Sangue (comunismo), 1932
- Amores da Velha Guarda (crônicas históricas), 1933
- Vila Rica (ensaios), 1935
- Cristóvão Colombo (biografia), 1937
- Lamartine Delamare (subsídios para a sua biografia), 1940

## Homenagens
Foi homenageado em São Paulo com a Avenida Professor Alcebíades Delamare, no bairro do Morumbi.